# Farid Mokhtar
Farid Mokhtar (arabe : فريد مختار), mort le 31 mai 1986, est un homme d'affaires et une personnalité du football national tunisien.

## Biographie
Cultivé et féru d'art, il dirige une entreprise publique, la Société tunisienne des industries laitières (STIL). Il appartient par ailleurs aux bureaux du Club africain et en prend la tête à deux reprises, de 1977 à 1980 et de 1981 à sa mort. Sous sa présidence, le club omnisports remporte deux fois le championnat de Tunisie de football et la Supercoupe de Tunisie de football.
Beau-frère de Mohamed Mzali, Premier ministre de 1980 à 1986, il est pris dans les luttes de clans qui secouent le gouvernement. Très vite, Mokhtar se sent menacé par le ministre de l'Intérieur, Zine el-Abidine Ben Ali, qui prépare un dossier de corruption sur sa gestion de la STIL. Le 30 mai 1986, en route pour une réunion du Parti socialiste destourien à Ras Jebel, il est victime d'un accident de voiture et transféré dans un hôpital spécialisé dans les maladies pulmonaires où il finit par succomber. Toutefois, son entourage ne croit pas à la thèse de l'accident et soupçonne Ben Ali d'avoir voulu éliminer le membre d'un clan rival, voire l'ancien amant de sa nouvelle compagne, Leïla Trabelsi, avec qui Mokhtar avait entretenu une liaison de trois ou quatre ans au début des années 1980. Le journaliste suisse Jean-Claude Péclet juge également cet accident de la route « mystérieux » alors que Mokhtar était « pris dans une lutte de pouvoir contre le clan Ben Ali ».
Farid Mokhtar est aussi le neveu de Hassen Belkhodja.